# Ivor Bulmer-Thomas
Ivor Bulmer-Thomas (* 30. November 1905 in Cwmbran, Monmouthshire; † 7. Oktober 1993 in London) war ein britischer Politiker, Journalist, Autor und Mathematikhistoriker.

## Leben
Er hieß ursprünglich Thomas; den Zunamen Bulmer legte er sich 1952 nach dem Nachnamen seiner zweiten Frau zu. Bulmer-Thomas war ein brillanter Student in Oxford, wo er Mathematik, Theologie und klassische Sprachen studierte und sich auch im Sport (Cross Country Running) hervortat. Er schrieb danach Biographien eines der Söhne von William Ewart Gladstone, Henry Gladstone, und von Lord Birkenhead. Ab 1930 war er Journalist bei The Times und 1937 bis 1939 beim News Chronicle als Chief Leader Writer. Ab 1942 war er eine Zeitlang für die Labour Party im britischen Parlament (für den Wahlkreis Keighley) und hatte Posten beim Luftfahrtministerium als Parlamentssekretär (1945/46) und als Unterstaatssekretär für die Kolonien 1946/47 unter der Regierung von Clement Attlee. 1948 wechselte er zur Konservativen Partei. Bei der Wahl 1950 unterlag er in seinem Wahlkreis und schied aus dem Parlament aus – im selben Jahr durchquerte er mit Freunden die Sahara. Er arbeitete wieder für die Times (für die er Nachrufe verfasste) und The Times Literary Supplement. 1953/54 war er stellvertretender Herausgeber des Daily Telegraph. Gleichzeitig begann er als Laie in der Church of England aktiv zu werden, wo er dem anglo-katholischen Flügel angehörte (er war in seiner Jugend zur anglikanischen Kirche konvertiert, sein Vater war Baptist) und sich besonders um den Erhalt alter Kirchen kümmerte. Er sorgte dafür, dass die Kirchen alle fünf Jahre auf notwendige Reparaturen hin inspiziert wurden. Für dieses Engagement für alte Kirchen erhielt er 1984 einen CBE. Das brachte ihn auch in Konflikt mit den Bischöfen der Kirche, da er für den Erhalt jeder alten Kirche eintrat, und er gründete einen Redundant Churches Fund, dessen Präsident (Chairman) er 1969 bis 1976 war, und die Friends of Friendless Churches (1957), die sich ebenfalls um den Erhalt von Kirchen in Großbritannien kümmern. Ab 1958 war er Sekretär der Ancient Monuments Society und 1975 bis 1990 deren Chairman.
Er schrieb noch weitere Bücher z. B. über Propaganda (während des Zweiten Weltkriegs war er im Auftrag der britischen Regierung mit Propaganda gegen Mussolini in Italien befasst), über seine Desillusionierung mit den Linksparteien Ende der 1940er Jahre, die Biographie des walisischen Industriellen David Davies Llandinam (1818–1890) und die Geschichte der britischen Parteien. Nachdem seine Frau im Kindbett gestorben war, schrieb er zur Verarbeitung seiner Trauer 1938 das Buch Dilysia – a threnody, dass von seiner Lektüre von Dante beeinflusst war.
Er war Ehrenfellow des St. John’s College in Oxford und Ehrendoktor der University of Warwick (1979). 1970 wurde er Fellow der Society of Antiquaries.
1940 erschienen seine Selections illustrating the history of greek mathematics (Loeb Classic Library) und er schrieb Mathematikerbiographien für den Dictionary of Scientific Biography.
Er war seit 1932 mit Dilys Llewelly Jones verheiratet, die 1938 starb und mit der er einen Sohn hatte, und seit 1940 mit Joan Bulmer, mit der er einen Sohn und zwei Töchter hatte.